# BS 7799
BS 7799 – brytyjski standard stanowiący podstawę systemów zarządzania bezpieczeństwem informacji opracowany przez BSI w 1995.
BS 7799 to norma trzyczęściowa:
- BS 7799-1 - standardowy kodeks praktyki, katalog zagadnień, jakie należy realizować dla potrzeb bezpieczeństwa informacji (Code of practice for Information Security Management);
- BS 7799-2 - standardowa specyfikacja dla systemów zarządzania bezpieczeństwem informacji (ISMS - Information Security Management System). Norma ilustruje, w jaki sposób zaprojektować, wdrożyć i poddać certyfikacji system zarządzania bezpieczeństwem informacji.
- BS 7799-3 - trzecia część została opublikowana w 2005 roku. Dotyczy ona zagadnień związanych z analizą i zarządzaniem ryzykiem bezpieczeństwa informacji, również w ujęciu ryzyka biznesowego.

20 stycznia 2005 została zatwierdzona do publikacji polskojęzyczna wersja normy BS 7799-2:1999 ma ona oznaczenie PN-I-07799-2:2005.
W roku 2000 norma BS 7799-1 została opublikowana jako norma ISO/IEC 17799, a następnie w roku 2007 przemianowana na normę ISO/IEC 27002 "Praktyczne zasady zarządzania bezpieczeństwem informacji". 
W roku 2005 norma BS 7799-2 została przemianowana na międzynarodową normę ISO/IEC 27001 „Systemy zarządzania bezpieczeństwem informacji. Wymagania”.